# Dryckesbröderna
Dryckesbröderna eller Bacchus triumf (spanska: Los borrachos. El triunfo de Baco) är en oljemålning av den spanske barockkonstnären Diego Velázquez. Den utfördes 1628–1629 och ingår i samlingarna på Pradomuseet i Madrid.
Velázquez gåtfulla verk Dryckesbröderna utfördes efter hans flytt 1623 från födelsestaden Sevilla till Madrid och strax före hans första italienska resa (1629–1631). I Madrid blev han snabbt den ledande konstnären vid Filip IV:s hov där han framför allt målade porträtt av den kungliga familjen. Dryckesbröderna skapades för den kungliga samlingen och hängde i kungens sängkammare. Det är hans första målning där han blandar mytologi med en jordnära realism (ett senare exempel är Spinnerskorna). I mitten av bilden sitter Bacchus, vinets gud i romersk mytologi. Han framställs som en ung, blekhyad man med vinröd mantel och lagerkrans på huvudet. Han sitter på en tunna, omgiven av åtta enkla män i samtida spanska bondkläder. Med en nästan välsignande gest kröner han en av dem med en lagerkrans. 
Under barocken var det vanligt att mytologiska scener målades med elegans, skönhet och fjärran från vardagens smuts. Velázquez bryter med denna tradition. Hans Bacchus är inte en oåtkomlig gud, utan en deltagare i människans värld. Velázquez använder en dämpad palett med jordfärger, vilket förstärker realismens närvaro. Ljuset faller in snett från vänster och framhäver de olika texturerna i tyg, hud och trä. Ansiktena är levande och individuella – detta är inte stereotyper, utan människor. 